# Finale della Coppa delle nazioni africane 1965
La finale della Coppa delle nazioni africane 1965 si disputò il 21 novembre 1965 allo Stadio Chedli Zouiten di Tunisi, tra le nazionali di Ghana e Tunisia. Fu vinta per 3-2 dal Ghana ai supplementari che si portò a casa il suo secondo trofeo in assoluto nella storia della massima competizione tra nazionali maschili africane.

## Le squadre
| Squadra | Finali (o spareggi) disputate in precedenza (il grassetto indica la vittoria) |
| ------- | ----------------------------------------------------------------------------- |
| Ghana   | 1 (1963)                                                                      |
| Tunisia | Nessuna                                                                       |

## Cammino verso la finale

### Tabella riassuntiva del percorso
| Squadra            | Pt | G |
| ------------------ | -- | - |
| Ghana              | 4  | 2 |
| Costa d'Avorio     | 2  | 2 |
| Congo-Léopoldville | 0  | 2 |

| Squadra | Pt | G | DR |
| ------- | -- | - | -- |
| Tunisia | 3  | 2 | +4 |
| Senegal | 3  | 2 | +4 |
| Etiopia | 0  | 2 |    |

## Tabellino
| Arbitro: | Abdelaziz Chekaïmi |

|                       |           |                        |
| Odoi 37’ 96’ Kofi 79’ | Marcatori | 47’ Chetali 67’ Chaïbi |

| Ghana       |                          |  |  |
|             |                          |  |  |
| P           | Bortey Naawu             |  |  |
| D           | Ben Kusi                 |  |  |
| D           | Charles Addo Odametey    |  |  |
| D           | Samuel Acquah            |  |  |
| D           | Willie Evans             |  |  |
| C           | Kwame Nti                |  |  |
| C           | Eric Oman Mensah         |  |  |
| C           | Osei Kofi                |  |  |
| C           | Cecil Jones Attuquayefio |  |  |
| A           | Kofi Pare                |  |  |
| A           | Frank Odoi               |  |  |
| CT:         |                          |  |  |
| Kumi Gyamfi |                          |  |  |

| Tunisia       |                       |  |          |
|               |                       |  |          |
| P             | Sadok Sassi 'Attouga' |  |          |
| D             | Mahfoudh Benzarti     |  |          |
| D             | Ahmed Lamine          |  |          |
| D             | Mohsen Habacha        |  |          |
| D             | Hédi Douiri           |  |          |
| C             | Moncef Ajel           |  |          |
| C             | Aleya Sassi           |  |          |
| C             | Rachid Gribaâ         |  | Uscita   |
| C             | Abdelmajid Chetali    |  |          |
| A             | Tahar Chaïbi          |  |          |
| A             | Mohamed Salah Jedidi  |  |          |
| Sostituzioni: |                       |  |          |
| C             | Abdelwahab Lahmar     |  | Ingresso |
| CT:           |                       |  |          |
| ?             |                       |  |          |